# KK Šentjur
KK Šentjur (polno ime Košarkarski klub Šentjur, sponzorsko ime KK Tajfun) je slovenski moški košarkarski klub iz Šentjurja, ustanovljen leta 1969 kot sekcija TVD Partizana. Največji uspeh je klub dosegel v sezoni 2014/15, ko je osvojil naslov slovenskega državnega prvaka in super pokal Slovenije, v sezoni 2020/21 pa je bil finalist slovenskega pokalnega tekmovanja.   

## Vodstvo
Predsednik kluba: Dušan Debenak
Glavni trener: Boštjan Kuhar 
Sekretar: Danilo Fras
Športni direktor: Dejan Fideršek

### Seznam trenerjev članske ekipe kluba
- Drago Cmok 1969
- Jože Pečenko 1969
- Leopold Škorjanc 1970 do 1974
- Mirjan Bevc 1974 do 1980
- Danilo Razboršek 1980/81 do 1985/86
- Draško Ađić 1986/87, 1994/95 - del
- Srečko Žgajner (1991)
- Goran Jurić
- Aleš Antauer 1988/89 - del
- Slavko Pečenko 1988/89 - del, 1989/90 - del, 1994/95 - del
- Stanislav Lukić 1989/90 - del, 1993/94
- Vili Klančnik 1994/95 - del
- Slavko Pečenko 1988/89 - del, 1994/95 - del
- Rudi Jerič 1995/96, 1996/97, 1997/98 - del
- Igor Pučko 1997/98 - del, 1998/99, 1999/2000, 2000/01, 2001/02, 2002/03
- Boris Zrinski 2003/04 (do januarja)
- Matjaž Tovornik 2003/04 (nadaljevanje sezone) in 2004/05
- Boštjan Kočar (2007/08 od januarja, 2008/09 do decembra)
- Damjan Novaković 2005/06, 2006/07, 2008/09 (del), 2009/10, 2010/11, 2011/12, 2012/13
- Matjaž Čuješ 2007/08 (do decembra)
- Boštjan Kočar 2007/08, 2008/09 (do decembra)
- Ožbej Stane 2008/09 (zaradi izključitve Novakovića vodi tri tekme)
- Ivan Stanišak, Robi Ribežl, Živko Ljubojević in Edi Đelalija 2013/14
- Dejan Mihevc 2014/15, 2015/16
- Krešimir Bašič  2016/2017
- Jurica Golemac 2016/2017
- Andrej Žakelj 2017/2018 ( do sept )
- Jakša Vulič 2017/2018, 2018/2019
- Saša Dončić 2019/2020
- Aleš Pipan 2019/2020, 2020/2021
- Miloš Pešič 2021 ( avg - nov )
- Boštjan Kuhar 2021 ...

## Znani košarkarji
- Damjan Novakovič
- Sandi Čebular
- Jimmie Hunt
- Tadej Koštomaj
- Matej Krušič
- Primož Kobale
- Luka Lapornik
- Dragiša Drobnjak

## Dvorana
Domača dvorana kluba je Športna dvorana OŠ Hruševec Šentjur, ki stoji na naslovu Gajstova pot 2a, 3230 Šentjur. Zradi omejene kapacitete dvorane mora klub tekmovanja v sklopu zveze FIBA igrati v celjski Dvorani Golovec.